# Tratado de Hudaibia
O Tratado de Hudaibia (em árabe: صَلَح ٱلْحُدَيْبِيَّة; romaniz.: Ṣalaḥ Al-Ḥudaybiyyah) foi um evento que ocorreu durante o tempo do profeta islâmico Maomé. Foi um tratado fundamental entre o profeta, representando o Estado de Medina, e os coraixitas de Meca em janeiro de 628 (correspondente a Du Alquidá, 6 AH). Ajudou a diminuir a tensão entre as duas cidades, afirmou a paz por um período de 10 anos e autorizou os seguidores de Maomé a retornar no ano seguinte em uma peregrinação pacífica, mais tarde conhecida como A Primeira Peregrinação.